# Каслтаун (Корк)
Каслтаун (англ. Castletown; ирл. Baile an Chaisleáin) — таунленд в Ирландии, находится в графстве Корк (провинция Манстер).